# Puya hamata
Puya hamata är en gräsväxtart som beskrevs av Lyman Bradford Smith. Puya hamata ingår i släktet Puya och familjen Bromeliaceae. Inga underarter finns listade i Catalogue of Life.